# Benedetta Craveri
Adele Benedetta Craveri (Roma, 23 de septiembre de 1942) es una escritora, crítica literaria e historiadora italiana, especialista en literatura y cultura francesa de los siglos XVII y XVIII.

## Biografía
Craveri es hija del político antifascista Raimondo Craveri y de la escritora Elena Croce, nieta del filósofo liberal Benedetto Croce. Es madre de la escritora y periodista Margherita d' Amico y de Isabel d'Amico, fruto del matrimonio con el crítico y ensayista Masolino d'Amico. Tras su divorcio volvió a contraer matrimonio con el diplomático francés Benoît d'Aboville.
Bendetta Craveri se graduó en literatura por la Universidad de Roma (1969), convirtiéndose, desde entonces, en una de las autoridades más destacadas en lengua italiana y literatura francesa. Ha trabajado en varias universidades europeas, la Universidad de la Tuscia (Viterbo) y la universidad privada Suor Orsola Benincasa (Nápoles), también ha sido profesora invitada en la Universidad de La Sorbona (París IV). Además de su trabajo como docente universitaria, también es parte integrante del Consejo de la Fondazione Biblioteca Benedetto Croce, cuyo objetivo es conservar la biblioteca del filósofo en su hogar de Nápoles; del  Consiglio Scientifico dell'Enciclopedia Treccani, el más importante proyecto enciclopédico en legua italiana; y de la Commissione per i Premi Alla Cultura della Presidenza del Consiglio, uno de los premios culturales de mayor prestigio que otorga el estado italiano. Estos cargos le han llevado a vivir entre Nápoles, Roma, París y Bruselas.
La popularidad de esta autora se produce a partir de la dirección de varios programas culturales en la RAI, siendo Spazio 3, dirigido entre 1976 a 1986 para Rai Radio 3, su aportación más significativa. También ha cooperado en programas de televisión y en páginas culturales de periódicos como La República, The New York Review of Books y la Revue d'historie litteraie de la France.

## Obra
Esta historiadora de la cultura alcanzó prestigio internacional como autora de ensayos y monografías sobre la vida intelectual de los salones franceses de los siglos XVII y XVIII. Su obra más famosa La cultura de la conversación (2004), que obtuvo los premios Saint-Simon y el Memorial de la ville d’Ajaccio, es una antijacobina reivindicación del Antiguo Régimen a través del estudio de las costumbres de la nobleza francesa. En palabras de la autora: la burguesía trabaja y acumula, la nobleza es despilfarradora. La característica de la nobleza es su ociosidad, transforma su propia sociedad en obra de arte, y esto es la conversación, las obras de teatro, la elegancia y el buen gusto. Para Craveri esta nueva cultura de la conversación tiene su origen en el siglo XVII, especialmente importantes fueron los salones de Madame de Rambullet, de donde salieron autores que fueron clave en el origen de la novela moderna francesa: Tallemant, Vicent Voiture y Honoré d'Urfé, entre otros. También analizará otros salones, pero todos tienen en común que están dirigidos por mujeres. Por primera vez en Europa, las mujeres juegan un papel central en el mundo cultural, llegando incluso a afirmar la autora que: el poder de la palabra de la mujer fue el germen de la sociedad moderna. Toda su obra gira en torno a esos vectores, tanto la anterior, Madame du Deffand y su mundo (1992) que recibió los premios Viareggio y Comisso, como posterior, Amantes y reinas. El poder de las mujeres (2006).